# Tour der irischen Rugby-Union-Nationalmannschaft nach Japan 1985
| Tour der Iren nach Japan 1985 | Tour der Iren nach Japan 1985 | Tour der Iren nach Japan 1985 | Tour der Iren nach Japan 1985 | Tour der Iren nach Japan 1985 |
| Übersicht                     | S                             | G                             | U                             | N                             |
| ----------------------------- | ----------------------------- | ----------------------------- | ----------------------------- | ----------------------------- |
| Sonstige Spiele               | 5                             | 5                             | 0                             | 0                             |
| Gesamt                        | 5                             | 5                             | 0                             | 0                             |

Die Tour der irischen Rugby-Union-Nationalmannschaft nach Japan 1985 umfasste eine Reihe von Freundschaftsspielen der irischen Rugby-Union-Nationalmannschaft. Sie reiste im Mai und Juni 1985 durch Japan und bestritt während dieser Zeit fünf Spiele. Darunter waren zwei Begegnungen mit der japanischen Nationalmannschaft, die jedoch nicht den Status von Test Matches hatten. Hinzu kamen drei Partien gegen Auswahlteams. In sämtlichen Spielen gingen die Iren als Sieger vom Platz.

## Spielplan
- Hintergrundfarbe grün = Sieg

(Ergebnisse aus der Sicht Irlands)
| # | Datum         | Gegner    | Ort     | Stadion                      | Ergebnis |
| - | ------------- | --------- | ------- | ---------------------------- | -------- |
| 1 | 19. Mai 1985  | Kantō     | Morioka | Iwate-Morioka-Stadion        | 42:15    |
| 2 | 21. Mai 1985  | Japan U23 | Sendai  | Miyagi-Leichtathletikstadion | 34:10    |
| 3 | 26. Mai 1985  | Japan     | Osaka   | Nagai Stadium                | 48:13    |
| 4 | 29. Mai 1985  | Kansai    | Nagoya  | Mizuho-Rugbystadion          | 44:13    |
| 5 | 02. Juni 1985 | Japan     | Tokio   | Prinz-Chichibu-Rugbystadion  | 33:15    |

## Länderspiele
(nicht als Test Matches gewertet)
| 26. Mai 1985 | Japan                                                           | 13 : 48        | Irland | Nagai Stadium, Osaka Zuschauer: 21.000 Schiedsrichter: Derek Bevan (Wales) |
| 26. Mai 1985 | Versuche: Ishiyama Konishi Erhöhungen: Honjō Straftritte: Honjō | (3:23) Bericht | Versuche: Fitzgerald Kiernan MacNeill Matthews (2) Ringland (3) Erhöhungen: Kiernan (5) Straftritte: Kiernan (2) | Nagai Stadium, Osaka Zuschauer: 21.000 Schiedsrichter: Derek Bevan (Wales) |

| 2. Juni 1985 | Japan                                                                          | 15 : 33         | Irland                                                                                 | Prinz-Chichibu-Rugbystadion, Tokio Zuschauer: 25.000 Schiedsrichter: Derek Bevan (Wales) |
| 2. Juni 1985 | Versuche: Daijirō Murai Ōnuki Erhöhungen: Kobayashi (2) Straftritte: Kobayashi | (12:12) Bericht | Versuche: Anderson Kiernan (2) Mullin Erhöhungen: Kiernan (4) Straftritte: Kiernan (3) | Prinz-Chichibu-Rugbystadion, Tokio Zuschauer: 25.000 Schiedsrichter: Derek Bevan (Wales) |